# Pick n Pay Stores
Pick n Pay Group — південноафриканська роздрібна компанія, що займається виробництвом споживчих товарів. Група працює в кількох форматах магазинів під трьома брендами – Pick n Pay, Boxer і TM Supermarkets. Pick n Pay також керує однією з найбільших продуктових онлайн-платформ в Африці на південь від Сахари. Реймонд Акерман придбав перші чотири магазини Pick n Pay у Кейптауні, Південна Африка, у 1967 році у Джека Голдіна. Відтоді Група розширилася до магазинів у Південній Африці, Намібії, Ботсвані, Замбії, Нігерії, Есватіні та Лесото. Pick n Pay також володіє 49% акцій зімбабвійської мережі супермаркетів TM Supermarkets.
Станом на 2021 рік компанія працювала в 1994 місцях у восьми країнах африканського континенту.

## Типи магазинів
- Pick n Pay 21 гіпермаркетів (власних)
- Pick n Pay 530 супермаркетів (287 у власності та 243 франшизи)
- Pick n Pay 255 магазини одягу (235 у власності та 20 у франшизі)
- Pick n Pay Liquor 506 (264 власники та 242 франшизи)
- Pick n Pay Express 174 (франшиза)
- Магазини Pick n Pay Market 38 (партнери Spaza)
- Boxer Супермаркети 208 (власний)
- Boxer Punch 17 (у власності)
- Boxer Build 30 (у власності)
- Boxer Liquor 87 (у власності)
- TM Supermarkets 61 (партнер – 33 торгують як TM; 28 торгують як Pick n Pay)